# Distretto di Xishan
Il distretto di Xishan (锡山区S, Xīshān QūP) è un distretto della Cina, situato nella provincia di Jiangsu e amministrato dalla prefettura di Wuxi.